# Malè
Malè is een gemeente in de Italiaanse provincie Trente (regio Trentino-Zuid-Tirol) en telt 2142 inwoners (31-12-2004). De oppervlakte bedraagt 26 km², de bevolkingsdichtheid is 82 inwoners per km². Malè is een van de dertien gemeenten in de regio Val di Sole.
De volgende frazioni maken deel uit van de gemeente: Magras, Arnago, Bolentina, Montes, Pondasio, Molini.

## Geografie
De gemeente ligt op ongeveer 737 m boven zeeniveau.
Malè grenst aan de volgende gemeenten: Rabbi, Croviana, Cles, Terzolas, Caldes, Cavizzana, Monclassico, Dimaro.